# Garry Kilworth
Pour les articles homonymes, voir Kilworth.
Œuvres principales
- Série Les Rois navigateurs

Garry Kilworth, né le 5 juillet 1941 à York en Angleterre, est un écrivain britannique de science-fiction et de fantasy.

## Biographie
Né le 5 juillet 1941 à York en Angleterre, ingénieur en télécommunications, il a commencé à publier en 1975.

## Œuvres

### SérieLes Rois navigateurs
1. Le Manteau des étoiles, 2006 ((en) The Roof of Voyaging, Mnémos, 1996)
2. Le Temps des guerriers, 2007 ((en) The Princely Flower, Mnémos, 1997)
3. La Terre de brumes, 2007 ((en) Land of Mists, Mnémos, 1998)

### SérieAngel
1. (en) Angel, 1993
2. (en) Archangel, 1994

### SérieElectric Kid
1. (en) The Electric Kid, 1994
2. (en) Cybercats, 1996

### SérieKnights of Liofwende
1. (en) Spiggot's Quest, 2002
2. (en) Mallmoc's Castle, 2003
3. (en) Boggart and Fen, 2004

### SérieThe Welkin Weasels
1. (en) Thunder Oak, 1997
2. (en) Castle Storm, 1998
3. (en) Windjammer Run, 1999
4. (en) Gaslight Geezers, 2001
5. (en) Vampire Voles, 2002
6. (en) Heastward Ho!, 2003

### Romans indépendants
- (en) In Solitary, 1977
- (en) The Night of Kadar, 1978
- (en) Split Second, 1979
- (en) Gemini God, 1981
- Captifs de la cité de glace, Opta, coll. Galaxie-bis no 140, 1986 ((en) A Theater of Timesmiths, 1984)
- (en) Tree Messiah, 1985
- (en) Highlander, 1986Publié sous le pseudonyme Garry Douglas
- (en) Witchwater Country, 1986
- (en) Spiral Winds, 1987
- (en) The Wizard of Woodworld, 1987
- Roche-nuée, Denoël, coll. Présence du futur no 496, 1989, rééd. éditions Scylla, 2015 ((en) Cloudrock, 1988)
- (en) The Street, 1988Publié sous le pseudonyme Garry Douglas
- Abandonati, Denoël, coll. Présence du futur no 517, 1991 ((en) Abandonati, 1988)
- (en) The Voyage of the Vigilance, 1988
- (en) The Rain Ghost, 1989
- (en) Hunter's Moon, 1989Publié aux États-Unis sous le titre The Foxes of Firstdark
- (en) Midnight's Sun, 1990
- (en) Standing on Shamsan, 1991
- (en) The Drowners, 1991
- (en) The Third Dragon, 1991
- (en) Frost Dancers: A Story of Hares, 1992
- (en) Billy Pink's Private Detective Agency, 1993
- (en) The Electric Kid, 1994
- (en) The Phantom Piper, 1994
- (en) The Bronte Girls, 1995
- (en) House of Tribes, 1995
- (en) Cybercats, 1996
- La Compagnie des fées, Librairie des Champs-Élysées, coll. Abysses, 1998 ((en) A Midsummer's Nightmare, 1996)
- (en) The Gargoyle, 1997
- (en) The Drummer Boy, 1998
- (en) Epix: Heavenly Hosts V Hell United, 1998
- (en) The Lantern Fox, 1998
- (en) Monster School, 1999
- (en) Hey, New Kid!, 1999
- (en) Shadow-Hawk, 1999
- (en) The Icehouse Boy, 2001
- (en) Soldier's Son, 2001
- (en) Comix: Monster School, 2002
- (en) Nightdancer, 2002
- (en) The Silver Claw, 2005
- (en) Attica, 2006
- (en) Jigsaw, 2007
- (en) The Hundred-Towered City, 2008
- (en) Winter's Knight, 2010Sous le nom de Richard Argent.
- (en) The Sometimes Spurious Travels Through Time and Space of James Ovit, 2016
- (en) The Wild Hunt, 2022

### Recueils de nouvelles
- (en) Let's go to Golgotha, 1975
- (en) Hogfoot Right and Bird-Hands, 1984
- Les Ramages de la douleur, Denoël, coll. Présence du futur no 455, 1988 ((en) The Songbirds of Pain, 1984)
- (en) In the Hollow of the Deep-Sea Wave, 1989
- (en) Dark Hills, Hollow Clocks, 1990
- (en) In the Country of Tattooed Men, 1993
- (en) Moby Jack and Other Tall Tales, 2005
- (en) Tales From A Fragrant Harbour, 2010
- (en) Phoenix Man, 2011
- (en) The Fabulous Beast, 2013
- (en) The Ragthorn, 2015Écrit avec Robert Holdstock.
- (en) The Best Short Stories of Garry Kilworth, 2016